# Primera División Uruguaya 1942
Il campionato era formato da dieci squadre e il Nacional vinse il titolo.

## Classifica finale
| Pos. | Squadra              | G  | V  | N | P  | GF | GS | Punti |
| ---- | -------------------- | -- | -- | - | -- | -- | -- | ----- |
| 1    | Nacional             | 18 | 13 | 2 | 3  | 59 | 24 | 28    |
| 2    | Peñarol              | 18 | 11 | 3 | 4  | 43 | 22 | 25    |
| 3    | Montevideo Wanderers | 18 | 8  | 6 | 4  | 24 | 21 | 22    |
| 4    | Sud América          | 18 | 9  | 2 | 7  | 35 | 29 | 20    |
| 5    | Rampla Juniors       | 18 | 7  | 4 | 7  | 27 | 29 | 18    |
| 6    | Liverpool            | 18 | 7  | 3 | 8  | 31 | 34 | 17    |
| 7    | Racing Montevideo    | 18 | 6  | 4 | 8  | 28 | 38 | 16    |
| 8    | Central              | 18 | 7  | 1 | 10 | 31 | 39 | 15    |
| 9    | Defensor             | 18 | 3  | 5 | 10 | 29 | 49 | 11    |
| 10   | River Plate          | 18 | 2  | 4 | 12 | 17 | 39 | 8     |

G = Partite giocate; V = Vittorie; N = Nulle/Pareggi; P = Perse; GF = Goal fatti; GS = Goal subiti; 

## Classifica marcatori
| Gol |  |  | Giocatore     | Squadra  |
| --- |  |  | ------------- | -------- |
| 19  |  |  | Atilio García | Nacional |